# Tyrgowiszte (stacja kolejowa)
Tyrgowiszte (bułg. Железопътна гара Търговище) – stacja kolejowa w miejscowości Tyrgowiszte, w obwodzie Tyrgowiszte, w Bułgarii. Znajduje się na linii Sofia – Warna, łączącej dwie ważne stacje węzłowe Gorna Orjachowica i Szumen. Na stacji zatrzymują się pociągi dalekobieżne i ekspresowe.

## Linie kolejowe
- Sofia – Warna